# Simon Cowell
Simon Phillip Cowell (/ˈsaɪmən' kaʊəl/) (sinh ngày 7 tháng 10 năm 1959) lớn lên ở Elstree, Hertfordshire là một doanh nhân và nhà sản xuất chương trình truyền hình nổi tiếng người Anh. Ông nổi tiếng trên truyền hình với vai trò là giám khảo của nhiều cuộc thi âm nhạc lớn như Pop Idol, American Idol, The X Factor hay Britain's Got Talent. Ông cũng nổi tiếng với những lời nhận xét khá khắc nghiệt đối với các thí sinh trong các cuộc thi âm nhạc.
Simon Cowell còn được biết đến vì là người thành lập và bảo trợ cho ban nhạc nổi tiếng Il Divo, Westlife, One Direction và Fifth Harmony.

## Tiểu sử
Simon Phillip Cowell sinh ra vào ngày 7 tháng 10 năm 1959 tại Lambeth, London, và được nuôi dưỡng tại Elstree, Hertfordshire. Mẹ của ông là bà Julie Brett (1925 - 2015), là một vũ công ba lê, còn cha ông là ông Eric Selig Phillip Cowell (1918 - 1999), là một người làm đại lý bất động sản, phát triển nhà đất và quản lý ngành công nghiệp âm nhạc. Bà nội của Cowell là một người Ba Lan nhập cư. Cha của ông đến từ một gia đình phần lớn là Do Thái, mặc dù ông ấy không nói về tiểu sử của mình với con cái, mẹ ông có gốc Công giáo. Ông ấy có 1 em trai, Nicholas Cowell, ba em trai cùng cha khác mẹ, John, Tony, và Michael Cowell, và một em gái cùng cha khác mẹ, June Cowell.

## Sự nghiệp

### Got Talent
Sau thành công của các chương trình Idol và X Factor, Simon Cowell, công ty Syco của ông ấy, và các đối tác kinh doanh đã phát triển một chương trình tìm kiếm tài năng cho phép người trình diễn mọi thứ, không chỉ ca sĩ, mà còn vũ công, người chơi nhạc cụ, ảo thuật gia, diễn viên hài,  v.v. Nguồn gốc của dạng chương trình Got Talent có thể bắt nguồn từ chương trình Opportunity Knocks của Anh.
Simon Cowell là nhà sản xuất điều hành của America's Got Talent, lên sóng lần đầu vào tháng 6 năm 2006, cùng với nhà sản xuất Fremantle của chuỗi chương trình Idol. Chương trình này là một thành công lớn của NBC, thu hút khoảng 12 triệu người xem một tuần, và đánh bại So You Think You Can Dance trên Fox (được sản xuất bởi người cạnh tranh và người sáng lập Idol Simon Fuller).
Britain's Got Talent lên sóng trên ITV vào tháng 6 năm 2007. Simon Cowell xuất hiện với vai trò giám khảo cùng với Amanda Holden và Piers Morgan. Chương trình có được thành công về rating và có mùa 2 và 3 tiếp tục lên sóng vào năm 2008 và 2009. Mùa thứ ba khi thành công khi Susan Boyle tạo được ảnh hưởng truyền thông toàn cầu chỉ với vòng loại sân khấu.
Năm 2015, Simon Cowell cho ra mắt La Banda, chương trình ở Mỹ đầu tiên của ông ấy từ khi dừng hợp tác với X Factor Mỹ. Chương trình này được thiết kế để tìm kiếm ca sĩ nam để tạo thành "nhóm nhạc Nam Latinh  tuyệt đỉnh," được phát sóng trên Univision tại Mỹ vào ngày 13 tháng 9 năm 2015. Cowell được thông báo là người thay thế cho Howard Stern trên America's Got Talent vào ngày 22 tháng 10 năm 2015.

## Sự công nhận
Năm 2004 và 2010, tạp chí Time xướng tên Simon Cowell là một trong 100 người có tầm ảnh hưởng nhất thế giới. New Statesman xếp Simon Cowell vào number 41 trong danh sách "50 Người Có Tầm Ảnh Hưởng [năm] 2010". TV Guide xếp ông đứng thứ 10 năm 2013 trong danh sách 60 người ác nhất.
Năm 2012, Simon Cowell xuất hiện trong chuỗi chương trình The New Elizabethans của BBC Radio 4 để đánh dấu diamond Jubilee of Queen Elizabeth II. Một nhóm gồm bảy học giả, nhà báo và sử gia xướng tên Simon Cowell trong nhóm người ở Vương quốc Anh "có hành động trong triều đại của Elizabeth II đã có tác động đáng kể đến cuộc sống của quốc đảo này.".